# Митридат I (Комагена)
Вижте пояснителната страница за други личности с името Митридат.
Митридат I Калиник (на старогръцки: Μιθριδάτης Кαλλίνικος, на латински: Mithridates I Callinicus; † 70 пр.н.е.) е цар на Комагена през 109 пр.н.е. – 70 пр.н.е.

## Биография
Той произлиза от арменската династия Ервандиди (Оронтидите). Митридат е син и наследник на царя на Комагена Сам II.
Преди да се възкачи на трона през 109 пр.н.е. той се жени за селевкидската принцеса Лаодика Теа Филаделф, дъщеря на Антиох VIII Грюпос. Женитбата е част от един мирен договор. Митридат взема гръцката култура. Лаодика му ражда по-късният цар Антиох I Теос.
Митридат умира през 70 пр.н.е. и Антиох става негов наследник. Той му построява гробница (hierothesion) в Арсамея (Arsameia на Nymphaios).